# Bethany Firth
Bethany Charlotte Firth (Seaforde, 14 de fevereiro de 1996) é uma nadadora paraolímpica da Irlanda do Norte. Desde 2014, ela compete pela Grã-Bretanha; anteriormente, havia representado a Irlanda. Seis vezes medalhista de ouro paraolímpica, ela ganhou o ouro em sua prova especializada - os 100 metros costas - pela Irlanda nas Paraolimpíadas de verão de 2012 e pela Grã-Bretanha nas Paraolimpíadas de verão de 2016 e de 2020. Além do revezamento misto 4 x 100 metros livre S14 nos Jogos de 2020, e dos 200 metros medley e 200 metros livre para a Grã-Bretanha nos Jogos de 2016, que foi a paraolímpica de maior sucesso do país, com três ouros e uma medalha de prata. Ela compete na classificação S14 para atletas com deficiência intelectual.

## Vida pessoal
Bethany Charlotte Firth nasceu em 14 de fevereiro de 1996, em Seaforde, County Down, Irlanda do Norte. Seu pai, Peter, é professor e ex-ministro da igreja, e sua mãe, Lindsey, é enfermeira. Ela é cristã e membro da Christian Fellowship Church. Bethany Firth foi educada na Longstone School, em Dundonald.
Bethany Firth tem uma dificuldade de aprendizagem que causa perda de memória de curto prazo. Ela compete, portanto, na classificação S14.

## Carreira na natação
Em 31 de agosto de 2012, Bethany Firth, competindo pela Irlanda em suas primeiras Paraolimpíadas, ganhou a medalha de ouro nos Jogos Paraolímpicos de 2012 em Londres na final S14 dos 100 metros costas. Bethany, que tem dificuldades de aprendizagem, nadava há apenas três anos.
Bethany Firth ganhou três medalhas de prata no Campeonato Mundial de Natação do IPC de 2013.
Mais tarde, no mesmo ano, ela anunciou sua intenção de mudar de seleção nacional e nadar pela equipe da Grã-Bretanha em vez da Irlanda, após um período afastada das competições, já que "a equipe GB tem outros nadadores S14 - que têm dificuldades de aprendizagem - com quem ela pode relacionar." No ano seguinte, ela representou a Irlanda do Norte nos Jogos da Commonwealth de 2014, competindo em sete eventos contra atletas sem deficiência.
Em março de 2015, Bethany quebrou o recorde mundial do S14 100m peito na qualificação para o Campeonato Mundial IPC daquele ano. Bethany Firth não conseguiu competir no Campeonato Mundial porque sofreu uma fratura no pulso durante um treinamento, poucos dias antes da competição.
No dia 26 de abril de 2016, nas eliminatórias para as Paraolimpíadas de Verão de 2016 no Rio de Janeiro, Bethany estabeleceu um novo recorde mundial nos 200 metros livres S14. Competindo no encontro Para-Internacional Britânico em Glasgow, ela registrou o tempo de 2m03s70.
No dia 8 de setembro de 2016, Bethany defendeu o título que havia conquistado em 2012 no S14 100m costas, pelas Paraolimpíadas de Verão de 2016 no Rio de Janeiro. Ela fez isso, vencendo com um tempo recorde mundial de 1m04s05 enquanto competia pelas Paraolimpíadas da Grã-Bretanha. Ela também ganhou medalha de ouro nos 200m livre feminino S14, e nos 200m medley individual feminino SM14, e prata nos 100m peito feminino SB14.
Nas Paraolimpíadas de Tóquio de 2020, Bethany Firth defendeu seu título nos 100m costas S14 e também conquistou o ouro no revezamento misto 4 x 100m livre S14. Além disso, ela conquistou a prata nos 200m livre feminino S14 e nos 200m medley individual feminino SM14.

## Reconhecimentos
Bethany Firth foi nomeada Membro da Ordem do Império Britânico (MBE) nas Honras de Ano Novo de 2017 pelos serviços prestados à natação e promovido a Oficial da Ordem do Império Britânico (OBE) nas Honras de Ano Novo de 2022, também pelos serviços de natação.
Ela também recebeu um doutorado honorário da Queen's University Belfast, em 2017.
Bethany foi reconhecida pela BBC como uma das 100 mulheres mais inspiradoras do mundo em 2019.